# Backstreet Boys
 (juillet 2017).
Si vous disposez d'ouvrages ou d'articles de référence ou si vous connaissez des sites web de qualité traitant du thème abordé ici, merci de compléter l'article en donnant les références utiles à sa vérifiabilité et en les liant à la section « Notes et références ».
Pour les articles homonymes, voir BSB.
Les Backstreet Boys (aussi appelé BSB) est un groupe de pop américain formé en 1993 à Orlando, en Floride. Le boys band est originellement composé de Brian Littrell, Nick Carter, Kevin Richardson, Howie Dorough et A. J. McLean. Ils ont vendu plus de 130 millions d'albums à travers le monde et ont gagné un nombre important de prix de l'industrie de la musique et du disque. Il s'agit du boys band le plus vendeur de toute l'histoire de la musique de tous les temps.
Les Backstreet Boys ont par ailleurs servi de tremplin au lancement de la carrière musicale d'Aaron Carter, le frère cadet de Nick.

## Histoire

### Les débuts
Brian Littrell et son cousin Kevin Richardson débutent dans les chorales de la région de leur ville natale de Lexington, dans le Kentucky. Ils commencent à se produire sur des scènes locales. Quant à Howie Dorough, Alexander James (alias A. J. McLean) et Nick Carter, ils ont déjà une solide expérience dans le show business (comédies musicales, pubs, petits rôles au cinéma ou à la télévision). Ils vivent tous les trois à Orlando, en Floride et finissent par sympathiser à force de se croiser dans des auditions et, dans le cas de Howie et Alexander James, dans une boîte : le « Latin Carnaval ». Ils décident de former un trio. C'est alors qu'un certain Lou Pearlman (cousin d'Art Garfunkel) entend parler d'eux et leur propose de signer sur son nouveau label Trans Continental Records. Il les aide à compléter le groupe : par l'intermédiaire d'amis, il découvre Kevin qui, las de ne rien trouver au Kentucky, est parti s'installer à Orlando où il travaille à Disney World déguisé en Aladin. Emballé par la proposition, Kevin est impressionné quand il entend AJ, Howie et Nick chanter a cappella. Et comme le groupe est à la recherche d'un cinquième élément, Kevin contacte aussitôt son cousin Brian qui est en plein cours d'histoire au lycée, il accepte et part pour Orlando. En 1993, le groupe est né... Il doit à présent se choisir un nom : ils choisissent « Backstreet » qui tient son nom d'un célèbre marché aux puces d'Orlando où se réunissent les jeunes, et "Boys" comme les grands groupes américains (Beach Boys, Boyz II Men...).

### 1995-2001: Des années mémorables
Après deux singles édités en 1995 (We've Got It Goin' On et I'll Never Break Your Heart), un premier album éponyme du groupe sort en 1996. Celui-ci ne sort pas aux États-Unis. Pendant ce temps, en Europe et au Québec, le public tombe sous le charme des cinq garçons. Bientôt, le groupe connait un réel succès dans le monde entier. C'est en 1997, à la sortie simultanée de leur deuxième album international Backstreet's Back et de leur premier album américain Backstreet Boys (qui compile des chansons sélectionnées des deux premiers albums internationaux), que les États-Unis tombent finalement sous l'emprise du groupe. Mais les Boys ne sont pas au bout de leurs surprises à la sortie de leur troisième album, Millennium, qui fut très apprécié avec 40 millions de ventes et leur quatrième opus, Black & Blue, qui surpasse le record des ventes mondiales. En 1998, ils interprètent la chanson I Want It That Way qui sera sur leur album Millennium (1999). Cette pièce musicale sera également la chanson la plus populaire, tous boys bands confondus.
Les tournées sont un véritable raz-de-marée : ils ont battu un record en vendant 765 000 billets pour leur tournée de 2000-2001 en moins d'une heure.
En fin 2001 sort Greatest Hits – Chapter One dont toutes les chansons sont déjà créées sauf un inédit, Drowning, qui fait le succès de l'album.

### 2002-2004: Pause
Après le Black & Blue Tour en 2002, les Backstreet Boys décident de faire une pause pour que chacun puisse se consacrer à ses propres projets. Mariage et famille pour certains : Brian épouse l'actrice Leighanne Wallace rencontrée sur le tournage du clip « As Long As You Love Me », le couple donne naissance à un garçon, Baylee Waylee Thomas Littrell. Kevin fait de même en épousant sa compagne de longue date, Kristin. Projets solos pour d'autres : Nick sort en 2002 un album intitulé Now or Never et A.J. se produit sous le pseudo de Johnny No Name. Howie, quant à lui, se consacre à la fondation qu'il a créée en hommage à une de ses sœurs décédée d'un lupus.

### 2005: Le retour et nouvel album
En 2005, les Backstreet Boys sortent un nouvel opus, l'album Never Gone qui se vend moins bien que les autres. Ils entreprennent alors une tournée étalée sur 2 ans (2005-2006), qui les conduit dans quelque soixante villes aux États-Unis, au Canada, en Europe, en Asie du Sud, en Australie et enfin au Japon.
Brian Littrell sort son premier album en solo, Welcome Home en 2006. C'est un album gospel composé de chansons pop et chrétiennes. Aux États-Unis, l'album se vend peu et ne se classe qu'en 74e place des meilleures ventes d'albums. Mais il est bien reçu dans le US Christian, palmarès des albums gospel, où il décroche la 3e place.
Nick Carter, en 2006, a été à l'affiche d'une émission de télé-réalité House of Carters qui raconte sa vie au quotidien, en compagnie de ses frères et sœurs.
Le 25 juin 2006, Kevin quitte le groupe. Peu de temps après, il devient père d'un petit garçon, Mason, né le 3 juillet 2007. Les autres Backstreet Boys dirent en entrevue avec Sonia Benezra en 2010, que Kevin n'aimait plus comment fonctionnait l'industrie de la musique, ce pourquoi il a quitté le groupe. Toutefois, le groupe et Kevin étaient toujours en contact et se parlaient régulièrement. À la suite de son départ, Kevin démentit les rumeurs qui lui prêtaient des projets en solo. En avril 2012, les BSB annoncent le retour permanent de Kevin.

### Unbreakable (2007)
En 2007, ils sont de retour avec un nouvel album : Unbreakable. Le 1er single sort en août 2007 et s'intitule Inconsolable. Le deuxième extrait de l'album est Helpless When She Smiles. L'album a connu des critiques mitigées, mais meilleures que celles de Never Gone. Il sort du Billboard 200 après seulement 5 semaines, en y étant entré à la 7e position la première semaine de sa mise en vente.
Le 5 août 2008, les Backstreet Boys ont fait trembler la ville de Montréal à la suite d'un passage plus qu'attendu au Centre Bell avec en première partie le groupe Girlicious. Ils en ont d'ailleurs profité pour remercier le Québec qui les a fait connaître au monde entier après le fameux concert historique au festival de montgolfières de St-Jean-Sur-Richelieu où il y eut 85 000 personnes. C'est cet événement qui assura la percée des Backstreet Boys aux États-Unis.

### This Is Us et NKOTBSB (2009-2012)
This Is Us est le septième album du quatuor et le deuxième à être enregistré sans Kevin. Le premier single extrait s'intitule Straight Through My Heart et le second Bigger.
Le son de l'album se voit plus House, les garçons ayant voulu revenir sur le côté R&B et s'éloigner de ses racines pop.
À cette période, le groupe a collaboré avec les New Kids on the Block et ont monté un supergroupe, intitulé NKOTBSB. De cette fusion naîtront une tournée mondiale et un album homonyme comportant les meilleurs tubes des deux groupes ainsi que des nouveaux titres inédits.

### A Very Backstreet Christmas (2022)
Afin de promouvoir leur nouvel album de Noël A very backstreet christmas, ils réalisent une performance à l'émission québécoise La semaine des 4 Julie en décembre 2022.

### Le20eanniversaire: 1993-2013
En juillet 2012, les Backstreet Boys ont commencé à travailler sur leur nouvel album avec le producteur Martin Terefe à Londres. Le 31 août 2012, ils participent à l'émission Good Morning America à Central Park (New York) pour promouvoir leur retour. C'est leur première performance depuis le retour de Kevin Richardson dans le groupe. Pendant le spectacle, ils annoncent officiellement qu'ils organisent leur troisième croisière prévue pour Octobre 2013.
Le 6 novembre 2012, ils sortent un nouveau single, une chanson de Noël intitulée « It's Christmas Time Again ». La chanson devient n°1 au « Billboard's Holiday Digital Songs chart ».
Le 20 avril 2013, les Backstreet Boys ont célébré leur 20e anniversaire, avec un événement de célébration à Hollywood avec leurs fans et retransmis dans le monde sur internet. Lors de l'événement, plusieurs extraits de leur nouvel album, In a World Like This, sont diffusés. Une bande annonce du film-documentaire de leur carrière prévu pour 2014 est également projeté. Le 22 avril 2013, le groupe reçoit également son étoile sur le « Hollywood Walk of Fame ». Cette journée est déclarée comme le « Backstreet Boys Day » à Hollywood.

### In A World Like This (2013)
En mai 2013, le groupe dévoile une chanson inédite de son nouvel album, Permanent Stain dans l'émission « Good Moning America ». Le 25 juin sort le premier single, In a World Like This, de l'album du même nom. Il s'agit du huitième album du groupe et le premier depuis le retour de Kevin. Lancé par un premier single du même nom, l'album est édité aux États-Unis le 30 juillet 2013 et quelques jours après dans les autres pays. Il occupe le top 5 aux États-Unis, au Canada, aux Pays-Bas, en Allemagne, en Suisse, à Taïwan et au Japon.
Le groupe débute en Chine sa nouvelle tournée mondiale pour la célébration de son 20e anniversaire. Cette tournée s'intitule « In a World Like This Tour » et passe par Paris le 18 mars 2014.
Nick Carter se marie et fait une série télé sur sa relation avec sa femme Lauren Kitt Carter. Ils enregistrent un nouvel album.

### Larger Than Lifeà Las Vegas (2017)
Le 6 octobre 2016, ils annoncent sur leur site officiel une nouvelle série de 18 spectacles à Las Vegas, et le 24 octobre ils ajoutent 8 autres dates de spectacles.
Les spectacles se déroulent sur la scène Axis au Planet Hollywood de Las Vegas à partir du 1er mars 2017.
De plus, les Backstreet Boys participent au Festival d'été de Québec 2017 le 9 juillet 2017 sur les Plaines d'Abraham avec une foule record de près de 100 000 personnes.

## Discographie
- 1996 : Backstreet Boys
- 1997 : Backstreet's Back
- 1999 : Millennium
- 2000 : Black & Blue
- 2005 : Never Gone
- 2007 : Unbreakable
- 2009 : This Is Us
- 2011 : NKOTBSB (avec les New Kids on the Block)
- 2013 : In a World Like This
- 2019 : DNA (en)
- 2022 : A Very Backstreet Christmas (en)

## Filmographie
- Show 'em what you're made of (2015)
- C'est la fin (This Is The End) (2013)
- Never Gone: The Videos (2005)
- Never Gone (2005) (DVD en Édition Limitée offert avec l'album du même nom)
- Backstreet Boys: Greatest Hits - Chapter One (2001)
- The Concert For New York City (2001)
- Backstreet Boys: Black and Blue Around the World (2001)
- Backstreet Boys: Standing Room Only (1999)
- Backstreet Boys: A Night Out with the Backstreet Boys (1998)
- Backstreet Boys: Homecoming - Live in Orlando (1998)
- Backstreet Boys: All Access (1998)
- Backstreet Boys: Behind the Scenes (1997)
- Backstreet Boys: Live (1997)
- Backstreet Boys: The Video (1996)